# Barncancergalan
Barncancergalan – Det svenska humorpriset är en årlig prisgala och en insamlingsgala som sänds på Kanal 5 och Discovery+. Galan grundades 2015 av Barncancerfonden, FLX och Kanal 5.
Det svenska humorpriset premierar svensk scenframställning, långfilms-, TV-, podcast- och webbproduktion med humor som huvudinnehåll. De priser som delas ut är jurypriserna Årets komedi, Årets humorprogram, Årets manliga komiker, Årets kvinnliga komiker, Årets humorpodd och Årets Scenshow. Dessutom utdelas juryns hederspris ut samt Årets humorklipp, som utses av Aftonbladets läsare, och Barnens pris, som utses av besökare på Barncancerfonden.se. Vinnarna tilldelas en Papphammar-statyett, föreställande Gösta Ekmans rollfigur Gunnar Papphammar.
Barncancergalan hålls den på sista måndagen i september varje år direkt från Berns i Stockholm och har direktsänts i TV.
| Kategori                           | 2023                          | 2022                    | 2021                                                        | 2020                                                                                   | 2019                                                     | 2018                                                                                      | 2017                                                            | 2016                                                                           | 2015                                                                            |
| ---------------------------------- | ----------------------------- | ----------------------- | ----------------------------------------------------------- | -------------------------------------------------------------------------------------- | -------------------------------------------------------- | ----------------------------------------------------------------------------------------- | --------------------------------------------------------------- | ------------------------------------------------------------------------------ | ------------------------------------------------------------------------------- |
| Årets scenshow                     | Ursäkta Live                  | Scalarevyn              | Delades ej ut                                               | Pernilla Wahlgren har hybris                                                           | Mia Skäringer -Avig Maria - no more fucks to give        | Pernilla Wahlgren - Kort glad och tacksam                                                 | The Book of Mormon                                              | Sveriges historia - Den nakna sanningen                                        | Grotesco på Scala - en nära döden revy                                          |
| Barnens pris                       | IJustWantToBeCool             | IJustWantToBeCool       | Kokobäng                                                    | Bäst i test, säsong 4                                                                  | JLC - En 5-åring bestämmer vad vi ska göra med 10.000 kr | Filip Dikmen -Suleyman testar gym                                                         | Joakim Lundell                                                  | Joakim Lundell                                                                 | IJustWantToBeCool                                                               |
| Årets humorpodd                    | Skäringer och Nessvold        | Ursäkta                 | Flashback forever                                           | Delades ej ut                                                                          | Delades ej ut                                            | Delades ej ut                                                                             | Delades ej ut                                                   | Delades ej ut                                                                  | Delades ej ut                                                                   |
| Årets humorprogram                 | IFS – invandrare för svenskar | Herr Talman             | Trevlig helg                                                | Släng dig i brunnen, säsong 3                                                          | Svenska nyheter, säsong 3                                | Grotescos sju mästerverk                                                                  | Trettiplus, säsong 2                                            | Solsidan, säsong 5                                                             | Morran & Tobias (TV) Hoppas farfar dör (Play)                                   |
| Årets kvinnliga komiker            | Petrina Solange               | Sanna Sundqvist         | Johanna Nordström                                           | Josephine Bornebusch                                                                   | Jonatan Unge (årets komiker)                             | Henrik Dorsin -Gentlemannen - En musikalkomedi om kärlek och mord (årets humorprestation) | Shima Niavarani - Bullets over Broadway (årets humorprestation) | Malin Cederbladh - Solsidan (årets humorprestation)                            | Mia Skäringer - Avig Maria och sångerna jag gråtit till (årets humorprestation) |
| Årets manliga komiker              | Ahmed Behran                  | Kristoffer Appelquist   | Per Andersson                                               | Anders Ankan Johansson                                                                 | Jonatan Unge (årets komiker)                             | Henrik Dorsin -Gentlemannen - En musikalkomedi om kärlek och mord (årets humorprestation) | Shima Niavarani - Bullets over Broadway (årets humorprestation) | David Wiberg -Boymachine (årets humorprestation)                               | Johan Rheborg - Morran & Tobias (årets humorprestation)                         |
| Årets komedi                       | Vuxna människor               | Leif & Billy            | Dips                                                        | Filip och Mona, säsong 1                                                               | Dips, säsong 1                                           | Tårtgeneralen (årets långfilmskomedi)                                                     | Flykten till framtiden(årets långfilmskomedi)                   | En underbar jävla jul (årets långfilmskomedi)                                  | Micke & Veronica(årets långfilmskomedi)                                         |
| Årets webbhumor                    | Delades ej ut                 | Delades ej ut           | Freudian slip Productions "Coronakriget" (Årets Humorklipp) | Johanna Norström & Torbjörn Averås Skorup "Svärjevännernas Mardröm" (Årets Humorklipp) | Niclas & Jonatan - Den som skrattar förlorar #17         | Johanna Nordström & Torbjörn Averås Skorup - En dag på Postnords huvudkontor              | IJustWantToBeCool- Pokemon Go-beroende?!                        | Daniel Norberg & Emil Norberg - ”Melodifestivalen 2016 parodi - Andra chansen” | IJustWantToBeCool- Sommarlov                                                    |
| Hederspris till Gösta Ekmans minne | Eva Rydberg                   | Sven Melander (postumt) | Christer Lindarw                                            | Suzanne Reuter                                                                         | Lasse Åberg                                              | Birgitta Andersson                                                                        | Galenskaparna och After Shave                                   | Delades ej ut                                                                  | Delades ej ut                                                                   |
| Galans programledare               | Carina Berg                   | Carina Berg             | Carina Berg & Pernilla Wahlgren                             | Carina Berg & David Sundin                                                             | Carina Berg & Kristina petrushina                        | Carina Berg                                                                               | Carina Berg                                                     | Carina Berg & Kristina Petrushina                                              | Karin Frick & David Sundin                                                      |
| Galans sändande kanal              | TV3 & Viaplay                 | Kanal 5                 | Kanal 5                                                     | Kanal 5                                                                                | Kanal 5                                                  | Kanal 5                                                                                   | Kanal 5                                                         | Kanal 5                                                                        | Kanal 5                                                                         |